# Бенне
Бенне́ (фр. Benney) — коммуна во французском департаменте Мёрт и Мозель, региона Лотарингия. Относится к кантону Аруэ.

## География
Бенне расположен на северо-востоке Франции в 21 км к югу от Нанси, площадь коммуны 1800 га. Соседние коммуны: Кревешам и Вель-сюр-Мозель на северо-востоке, Сен-Ремимон на юго-востоке, Орм-э-Виль на юге, Леменвиль на юго-западе, Вуанемон и Сентре на западе.

## Демография
Население коммуны на 2010 год составляло 617 человек.
| 1962 | 1968 | 1975 | 1982 | 1990 | 1999 | 2010 |
| ---- | ---- | ---- | ---- | ---- | ---- | ---- |
| 422  | 407  | 376  | 367  | 465  | 517  | 617  |